# Йенсен, Йоханнес Вильгельм
Йоха́ннес Вильге́льм Йе́нсен (дат. Johannes Vilhelm Jensen; 20 января 1873[…], Фарсё — 25 ноября 1950[…], Копенгаген) — датский писатель

 и поэт. Лауреат Нобелевской премии по литературе (1944).

## Биография
Родился 20 января 1873 года в городе Фарсё в северной части Ютландского полуострова. Его отец был ветеринаром, собирателем фольклора, который также занимался антропологией и историей. Любовь к книгам отец привил детям сызмала: из одиннадцати четверо стали писателями. Наибольшего успеха, помимо Йоханнеса Вильгельма, добилась Тит Йенсен (1876—1957).
В 1893—1898 годах учился в Копенгагенском университе. Начал печататься с 1894 года.
В 1944 году стал лауреатом Нобелевской премии по литературе «За редкую силу и богатство поэтического воображения в сочетании с интеллектуальной любознательностью и самобытностью творческого стиля».

## Память

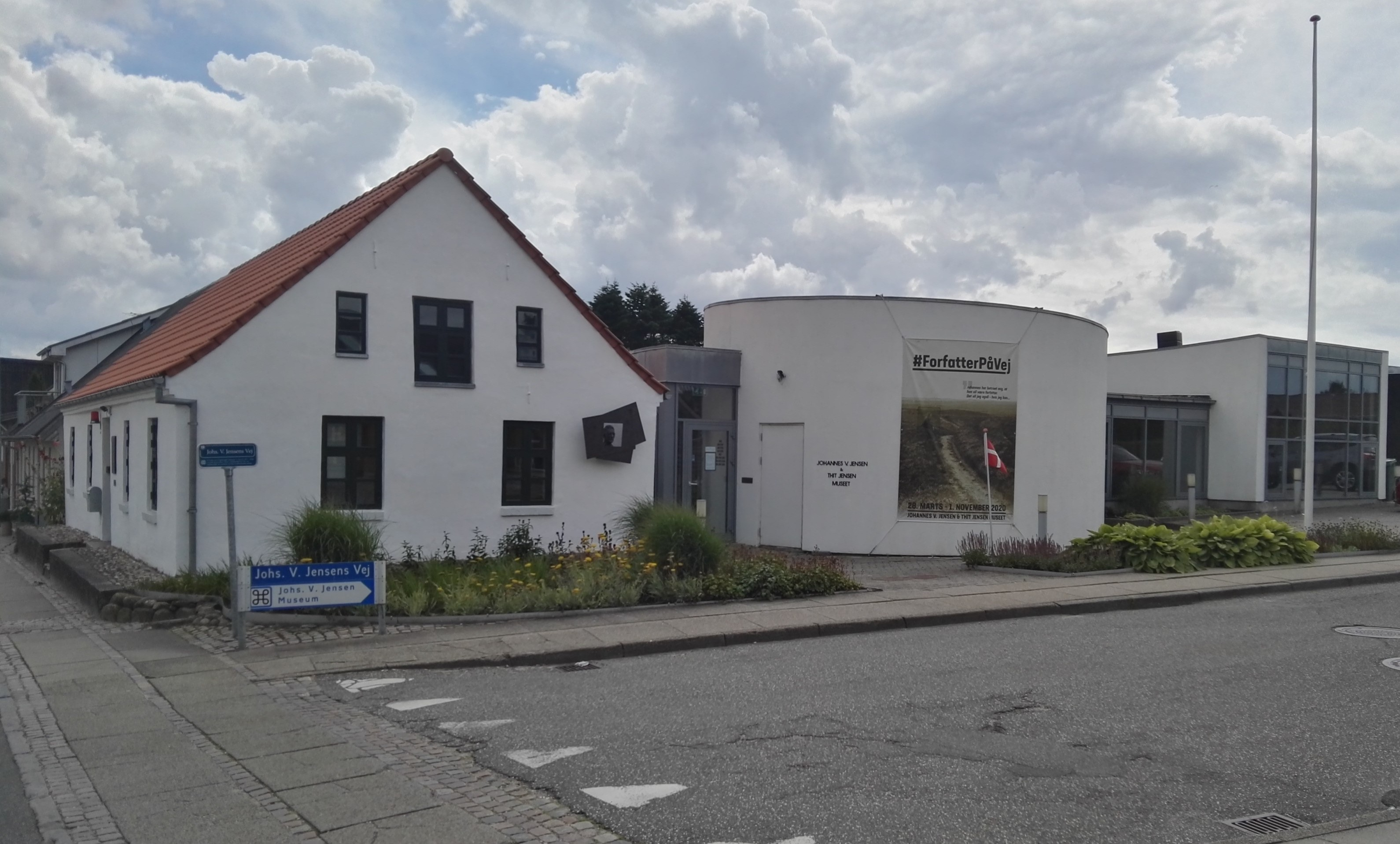
Музей Йоханнеса В. Йенсена и Тит Йенсен в Фарсё

7 сентября 1991 года в Фарсё открыт дом-музей Йоханнеса В. Йенсена. В 2008 году музей был расширен. 
В 2019 году после второго расширения музей изменил название на Музей Йоханнеса В. Йенсена и Тит Йенсен (Johannes V. Jensen og Thit jensen Museet).
В его честь названа Земля Йоханнеса В. Йенсена на севере Гренландии.

## Основные работы
- «Датчане» («Danskere», 1896)
- «Эйнар Элькер» («Einar Elkoer», 1897)
- «Люди Химмерланда» («Himmerlandsfolk», 1898),
- «Новые химмерландские истории» («Nye Himmerlandschistorier», 1904)
- «Химмерландские истории. Третий том» («Himmerlandschistorier. Tredie Samling», 1910)
- «Падение короля» («Kongens Fald», 1901)
- «Стихи» («Digte», 1906)
- «Вступление в нашу эпоху» («Introduktion til vor Tidsalder», 1915)
- «Долгий путь» («Den lange Rejse», 1908—1922)
- «Мифы» («Myter», 1907—1944)
- «Вехи сознания» («Andens Stadier», 1928)

## Другие произведения
- Johannes Larsen
- Jordens Kreds
- Madame d’Ora
- Myter I, II, III
- Mørkets Frodighed
- Norne-gæst
- Skibet
- Skovene
- Swift og Oehlenschlæger
- Tilblivelsen
- Ungt er endnu Ordet